# T38 (Paralympics)
T38 und F38 sind Startklassen der paralympischen Sportarten für Sportler in der Leichtathletik. Zugehörigkeiten von Sportlern zu den beiden Startklassen sind wie folgt skizziert:
„Beeinträchtigung der Koordination (Hypertonus, Ataxie und Athetose). Athleten zeigen klare Hinweise auf Hypertonus, Ataxie und / oder Athetosis bei körperlichen Untersuchungen. Die Beeinträchtigungen sind leicht bis mäßig und können ein bis vier Gliedmaßen betreffen. Koordination und Balance sind in der Regel schwach reduziert und in der Konsequenz sind diese Athleten in der Lage, uneingeschränkt zu laufen und zu springen.“
Die Klasseneinteilung kennzeichnet den wettbewerbsrelevanten Grad der funktionellen Behinderung eines Sportlers. Leichtathleten in den Klassen T33 – T38 und F31 – F38 gehören zu den „Koordinationsbeeinträchtigungen (Hypertonus, Ataxie, Athetose, Cerebralparese, Schlaganfall,  Schädel-Hirn-Trauma und Gleichgestellte)“. Niedrige Klassenziffern zeigen einen höheren Grad der Beeinträchtigung an als hohe Klassenziffern. Sportler mit den Klassenziffern 31–34 starten sitzend (Rollstuhl), Sportler mit den Klassenziffern 35–38 stehend.
- T38: Startklasse für Lauf- und Sprungdisziplinen der Leichtathletik, in denen vor allem die Beinfunktionen wichtig sind,
- F38: Startklasse für Wurfdisziplinen in der Leichtathletik, in denen vor allem die Armfunktionen wichtig sind,
- es wird stehend gestartet.